# 庾黔婁

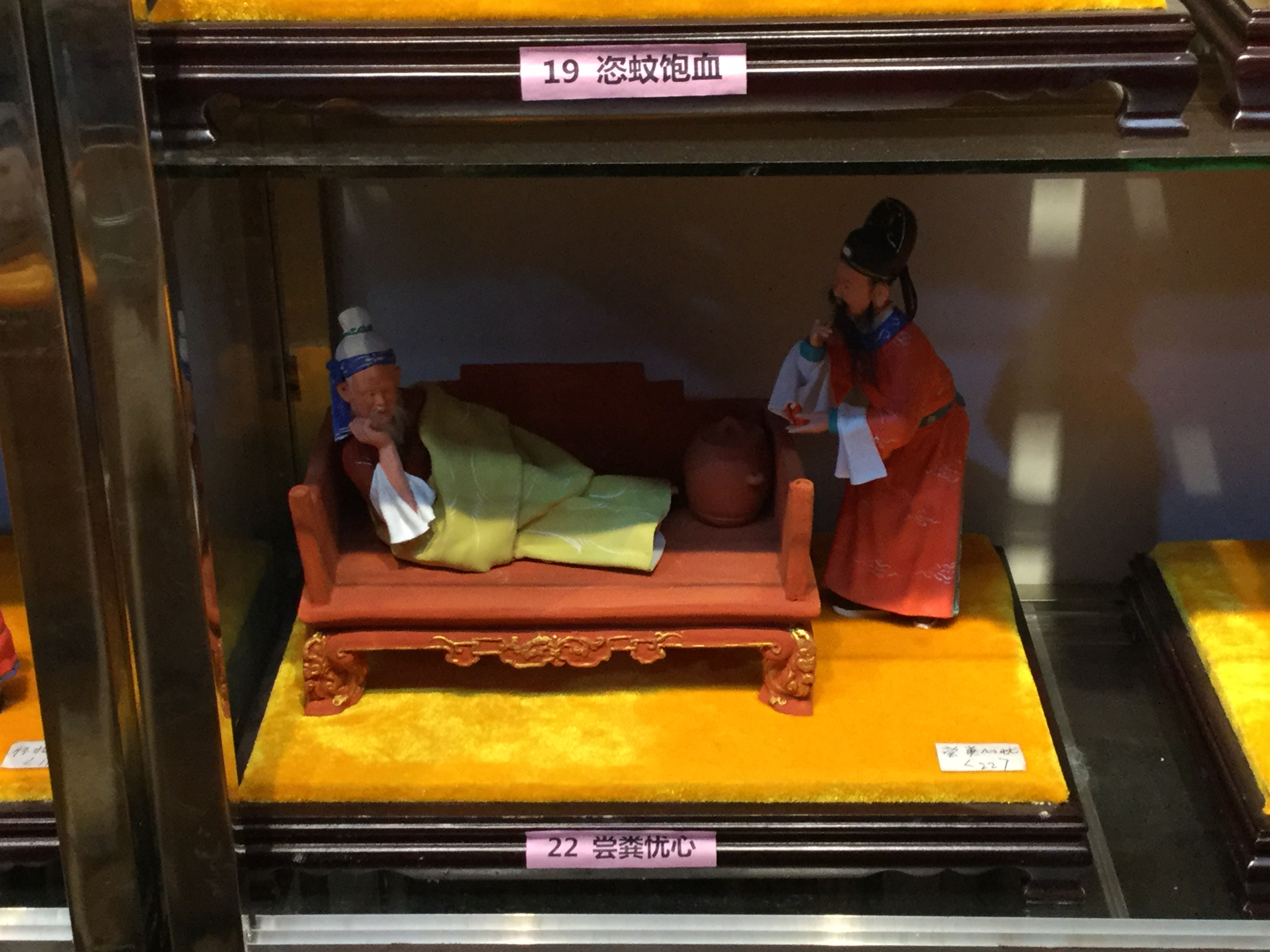
尝粪忧心

二十四孝之尝粪心忧讲的就是庾黔婁的故事。

庾黔婁（?—?），字子瞻，南齊名士，庾易之子。
庾肩吾之兄。為孱陵令（孱音zhàn, 治所在今湖北省公安縣西）。到縣上任不到十天，忽心驚汗流，即棄官歸。回到家時發現父親病了二日，医生曰：“欲知瘥剧，但尝粪苦则佳。”黔娄尝了父亲的粪便，发现味道是甜的，跪拜鬼仔星，求以身代父死。不久聽到空中有声曰：“征君寿命尽，不复可延。汝诚祷既至，政得至月末。”月末之时，父親即死去，庾黔婁安葬父親，在墳冢旁結廬而居，守孝三年，成為二十四孝之一。後官西臺尚書儀曹郎。
邓元起任益州刺史时，上表子启奏以庾黔娄任府长史、巴西梓潼二郡太守。等到平定成都之日，城中珍寶山積，元起悉分與僚佐，惟黔婁一無所取。邓元起厌恶庾黔娄与众不同，厉声呵斥说：“长史，你为什么故做清高”。庾黔婁只得拿一些書籍充數。不久擔任蜀郡太守。元起死于四川，其部下皆散，只有庾黔娄為其殡殓，持柩归里。

## 參看
- 庾易童致時

## 延伸阅读
[在维基数据编辑]
 《梁書/卷47》，出自姚思廉《梁書》
 《南史·卷50》，出自李延壽《南史》
 在维基共享资源阅览影像